# Charles Follot

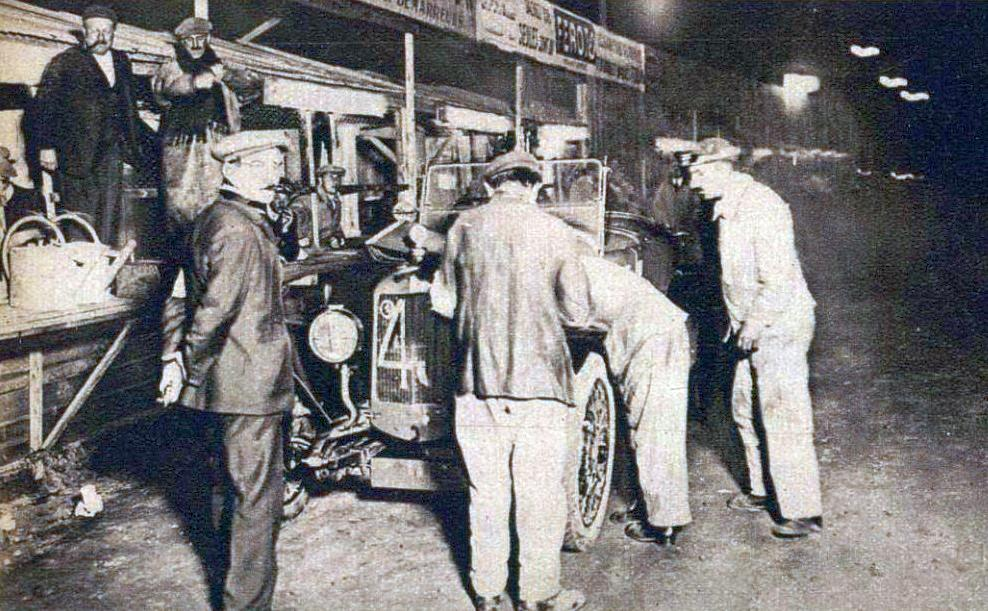
24-Stunden-Rennen von Le Mans 1924; Fahrerwechsel beim Majola von Fernand Casellini und Charles Follot

Charles Léon Follot (* 3. September 1869 in Paris; † 21. Oktober 1933) war ein französischer Unternehmer und Autorennfahrer.

## Karriere als Rennfahrer
Charles Follot startete mit seinem Teamkollegen Fernand Casellini auf einem Majola beim 24-Stunden-Rennen von Le Mans 1924. Nach nur 22 gefahrenen Runden und vielen technischen Problemen fiel der Wagen nach einem Ventilschaden aus.

## Statistik

### Le-Mans-Ergebnisse
| Jahr | Team               | Fahrzeug      | Teamkollege       | Platzierung | Ausfallgrund  |
| ---- | ------------------ | ------------- | ----------------- | ----------- | ------------- |
| 1924 | Automobiles Majola | Majola Type A | Fernand Casellini | Ausfall     | Ventilschaden |